# شیروان‌میشه
شیروان‌میشه (به ترکی آذربایجانی: Şirvanmeşə) یک منطقه مسکونی در جمهوری آذربایجان است که در شهرستان اسماعیللی و در دهیاری توپچو واقع شده‌است.